# دال أورلوف
دال أورلوف (بالروسية: Даль Орлов؛ 10 فبراير 1935 - 24 فبراير 2021) كان ناقد سينمائي وصحفي وكاتب سيناريو روسي. كان عاملاً فنيًا مشرفًا في جمهورية روسيا الاتحادية الاشتراكية السوفيتية.

## السيرة الشخصية
ولد أورلوف عام 1935 في قرية رازدولنوي في أقصى شرق كراي. كان نجل الضابط السياسي في الجيش الأحمر كونستانتين فاسيليفيتش أورلوف وآسيا غريغوريفنا إتسيكسون. في عام 1941 انتقلت العائلة إلى إيركوتسك ثم إلى أسينو في العام التالي. انتقلت والدته إلى كوستاناي لقضاء بعض الوقت مع شقيقها، الذي كان رئيس تحرير صحيفة طريق ستالين.
أنهى أورلوف دراسته الثانوية في موسكو عام 1952 وتخرج من جامعة موسكو الحكومية عام 1957 بدرجة في فقه اللغة. من عام 1958 إلى عام 1969 عمل في صحيفة ترود قبل أن يشغل منصب نائب رئيس تحرير مجلة الأفلام إسكوستوف كينو. كما شغل منصب رئيس تحرير «الشاشة السوفيتية» من عام 1978 إلى عام 1986. ومن عام 1980 إلى عام 1986 استضاف البرنامج التلفزيوني كينوبانوراما. وكان مراسل موسكو لصحيفة «نوفوي روسكو سلوفو».
كان أورلوف عضوًا في اتحاد الكتاب السوفيت، واتحاد المصورين السينمائيين في الاتحاد الروسي، واتحاد الصحفيين الروسي، والجمعية المسرحية الروسية.
توفي دال أورلوف في موسكو في 24 فبراير 2021 عن عمر يناهز 86 عامًا.